# Georges Dola
Georges Dola  pseudoniem van Edmond Vernier (Dole, 1872- Bricquebec (Manche),1950), was een Franse kunstschilder, lithograaf en grafisch ontwerper. Hij was lid van des Artistes Francais. Hij is vooral bekend door zijn kunstzinnige bladmuziekomslagen (meer dan 200 zijn bekend) die hij voor diverse Franse muziekuitgeverijen maakte. Veelal waren dit vrouwenportretten en jugendstil afbeeldingen.